# Tukingasuarusiq Island
Tukingasuarusiq Island är en ö i Kanada.   Den ligger i territoriet Nunavut, i den nordöstra delen av landet, 2 800 km norr om huvudstaden Ottawa. Arean är 2,1 kvadratkilometer.
Terrängen på Tukingasuarusiq Island är platt. Öns högsta punkt är 71 meter över havet. Den sträcker sig 2,2 kilometer i nord-sydlig riktning, och 1,6 kilometer i öst-västlig riktning.
Trakten runt Tukingasuarusiq Island är permanent täckt av is och snö.